# Glen Edward Rogers
Glen Edward Rogers (Hamilton, 15 luglio 1962 – Raiford, 15 maggio 2025) è stato un serial killer statunitense, soprannominato "The Cross Country Killer" e "The Casanova Killer".

## Dichiarazioni sul caso OJ Simpson
Detenuto nel braccio della morte, nel 2012 avrebbe confessato al fratello Clay e a un criminologo di essere il vero autore del duplice omicidio, affermando quindi l'innocenza di O.J. Simpson, come stabilito all'epoca dal processo. La rivelazione fa parte di un documentario su Rogers, My Brother the Serial Killer, in cui l'uomo confessa molti altri delitti, oltre a quelli per cui è stato condannato. Rogers però ha detto di aver agito per rubare dei gioielli su incarico di Simpson stesso, che gli diede l'incarico da portare a termine ad ogni costo, senza però ordinare esplicitamente l'omicidio.